# Bracon rugulosus
Bracon rugulosus is een vliesvleugelig insect uit de familie van de schildwespen (Braconidae). De wetenschappelijke naam van de soort werd voor het eerst geldig gepubliceerd in 1901 door Gyözö Viktor Szépligeti.